# Theodor Frank (Politiker)
Theodor Frank (* 14. September 1826 in Teningen; † 3. Oktober 1889 ebenda) war ein badischer Landtagsabgeordneter, Landwirt, Bürgermeister, Tierarzt und Wasenmeister.

## Leben
Theodor Frank war der Sohn von Friederika Engler, sein Vater Wilhelm Frank war Tierarzt und Nachrichter.
Frank besuchte die Lateinschule in Emmendingen und das Gymnasium in Freiburg und ließ sich nach seinem Militärdienst als Landwirt und Tierarzt in Teningen nieder. Später wurde Frank zum Bezirkstierarzt von Emmendingen ernannt.
Von 1864 bis 1875 war er Teninger Bürgermeister. In der Zeit von 1869 bis 1880 war er Abgeordneter des Badischen Landtags in Karlsruhe, wo er der Nationalliberalen Fraktion angehörte und bei den Wahlen meist über 80 % der Wahlmännerstimmen erhielt.
1873 war Frank Vorsitzender der Ausschusssitzung des Landwirtschaftlichen Creditvereins, dem Vorläufer der 1875 gegründeten Kreditgenossenschaft Volksbank Emmendingen war und zu deren erstem Vorstand Frank berufen wurde.

## Familie
Theodor Frank entstammte der ortsansässigen Scharfrichterfamilie für die Markgrafschaft Baden-Hachberg. Sein Vorfahre Georg Adolf Franck hatte das Teninger Amt des Scharfrichters und Wasenmeisters 1695 übernommen, das bis zu seinem Vater Wilhelm Frank auf die Familiennachkommen überging. Theodor Frank hatte die Funktion des Wasenmeisters noch selbst ausgeübt.
Zahlreiche Mitglieder der Frankschen Scharfrichter- und Wasenmeisterdynastie hatten diese Ämter in anderen Orten inne, so in Straßburg, Lahr, Müllheim und in Usingen. Theodor Franks Nachkommen praktizieren zum Teil bis heute als Tierarzt. Bei den Feierlichkeiten zur Namensgebung im Jahr 1994 überreichte die Familie eine Spende in Höhe von 5.000 DM für die Einführung einer teilweisen Ganztagesbetreuung an der Schule.
Frank war mit Anna Marie Menton aus Teningen verheiratet.

## Namenspatenschaften
- In Teningen wurde die Theodor-Frank-Schule nach ihm benannt.▼
- Der Abschnitt der Landesstraße L114 vom Teninger Kronenplatz in südwestliche Richtung heißt Theodor-Frank-Straße. ▼